# Lie Down (A Modern Love Song)
Lie Down (A Modern Love Song) è una canzone del gruppo musicale britannico Whitesnake, pubblicata come primo singolo dall'album Trouble nel 1978.

## Composizione
Scritta da David Coverdale e Micky Moody, la canzone è un classico degli Whitesnake, che ha fatto parte del loro repertorio dal vivo e compare nel loro live Live...In the Heart of the City
.
Il lato B del singolo contiene Don't Mess with Me, sempre tratto da Trouble.

## Tracce
Edizione da 7" per il Regno Unito (EMI International – INT 568, Sunburst – INT 568)
1. Lie Down (A Modern Love Song) – 3:14 (Coverdale, Moody)
2. Don't Mess with Me – 3:16 (Whitesnake)

## Formazione
- David Coverdale – voce
- Micky Moody – chitarre
- Bernie Marsden – chitarre
- Neil Murray – basso
- Jon Lord – tastiere
- Dave Dowle – batteria